# 福絵美子
福 絵美子（ふく えみこ、1978年3月13日 - ）は、日本の女性声優、ナレーター。群馬県出身。シグマ・セブン所属。旧名：福 笑子。

## 人物
趣味は山登り、カフェ巡り。特技はボーリング、カラオケ。
資格は普通自動車免許。

## 出演

### ナレーション
- NTV
  - ザ!世界仰天ニュース
- TBS
  - U-CDTV
  - カウントダウンオールヒット
  - みのもんたコロシアム悩む前に相談なさい
  - ココロTV
  - リズムBaby
- フジテレビ
  - 27時間テレビ
  - ワンナイR&R
- テレビ東京
  - 所さんの学校では教えてくれないそこんトコロ!
  - I LOVE DISNEY
  - 流派-R
- TOKYO MX
  - 百菜亭
- BS-i
  - 月うさぎ恋わずらい
- BSジャパン
  - ラブ×デリ
- JFN
  - チルアウトカフェ

### テレビアニメ
1999年
- エクセル・サーガ
- セイバーマリオネットJ to X（徳次）

2000年
- ブギーポップは笑わない Boogiepop Phantom（女子A）

2004年
- 攻殻機動隊 S.A.C. 2nd GIG（ウェイトレス）
- サムライチャンプルー（客）
- 鋼の錬金術師（女性）
- 風人物語（女の子1）

### 劇場アニメ
- 少女革命ウテナ アドゥレセンス黙示録（1999年）
- イノセンス（2004年）

### 吹き替え
- 愛人 新イエローヘア
- 重装警察
- 電脳警察
- Needing You

### その他コンテンツ
- 日立 世界・ふしぎ発見!（ボイスオーバー）